# Călărași (Romania)
Călărași è una  città.                municipale della Romania di 58 211 abitanti, capoluogo del distretto omonimo, nella regione storica della Muntenia.
Situata sul sito di un villaggio preistorico, la città venne fondata dai Principi di Valacchia come una stazione di posta per il cambio dei cavalli lungo la via che portava a Istanbul.
Da questo primo nucleo, grazie anche alla posizione economicamente favorevole, la città si sviluppò rapidamente fino a divenire, nel 1834, il capoluogo dell'area circostante.
Lo sviluppo demografico, parallelo all'aumento delle strutture industriali, è stato elevato soprattutto nel XX secolo: nel 1900, infatti, la città contava circa 11 000 abitanti.
Călărași oggi è soprattutto un centro industriale, in particolare nei settori della lavorazione del legno, della produzione della carta, dei manufatti in vetro e dell'industria alimentare.

## Amministrazione

### Gemellaggi
- Rivery, Francia
- Napoli, Italia
- Royal Palm Beach, Stati Uniti
- Hengyang, Cina
- Călărași, Moldavia
- Zaječar, Serbia
- Silistra, Bulgaria
- Lévis, Canada [1]